# Michael Struwe

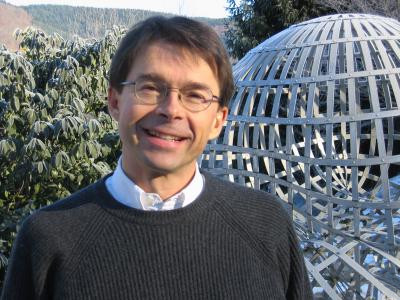
Michael Struwe 2006

Michael Struwe (* 6. Oktober 1955 in Wuppertal) ist ein deutscher Mathematiker.

## Leben
Struwe studierte Mathematik an der Rheinischen Friedrich-Wilhelms-Universität Bonn. Nach der Promotion im Jahre 1980 war er zunächst als wissenschaftlicher Mitarbeiter am Sonderforschungsbereich 72, später als Hochschulassistent am Mathematischen Institut der Universität Bonn tätig. Längere Forschungsaufenthalte führten ihn unter anderem nach Paris und an die ETH Zürich.
1984 habilitierte er sich in Bonn. Ab April 1986 wurde er zuerst als Assistenzprofessor, dann ab Oktober 1990 als außerordentlicher Professor für Mathematik an die ETH Zürich berufen; seit 1993 ist er ordentlicher Professor für Mathematik. Schwerpunkte seiner Forschung sind nichtlineare partielle Differentialgleichungen und Variationsrechnung sowie deren Anwendungen in der mathematischen Physik und der Differentialgeometrie.
Er ist Mitherausgeber der Zeitschriften Calculus of Variations, Commentarii Mathematici Helvetici, International Mathematical Research Notices und Mathematische Zeitschrift.
Er ist Fellow der American Mathematical Society.

## Ehrungen und Auszeichnungen
- Felix-Hausdorff-Preis der Universität Bonn (1984)
- Invited Speaker auf dem Internationalen Mathematikerkongress in Kyōto 1990 (The evolution of harmonic maps)
- Credit Suisse Award For Best Teaching (2006)
- Goldene Eule des VSETH der ETH Zürich (2006, 2007, 2012)
- Gauß-Vorlesung der DMV (2011)
- Georg-Cantor-Medaille (2012)
- Mitglied der Leopoldina (2013)[1]
- Wissenschaftspreis der Teubner-Stiftung zur Förderung der Mathematischen Wissenschaften